# مدال مخیتار هراتسی

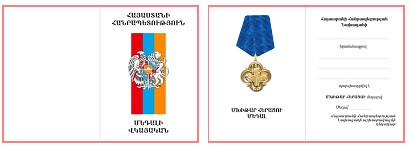

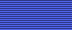

مدال مخیتار هراتسی (به ارمنی: Մխիթար Հերացու մեդալ) یکی از مدال‌هایی دولتی است که از سوی جمهوری ارمنستان می‌گردد. این مدال برای مشارکت‌ها و خدماتی که با هدف ارتقا بخش‌های سلامت و پزشکی در جمهوری ارمنستان و فعالیت‌های عملی و عملی و همچنین فعالیت‌های خیریه قابل‌توجه صورت می‌گیرد اهدا می‌شود. اعطا می‌گردد. قانون اعطای مخیتار هراتسی در تاریخ ۲۶ ژوئیه ۱۹۹۳ به تصویب رسید. این مدال به نام مخیتار هراتسی، پزشک سده ۱۲ میلادی اهل ارمنستان نامگذاری شده‌است.

## اهدای مدال
تا کنون ۱۰۰ تن این مدال اعطا گردیده‌است که از میان آنها ۲۱ مدال را اتباع سایر کشورها دریافت نموده‌اند.
- : ۶ تن
- : ۵ تن
- : ۴ تن
- : ۳ تن
- : ۱ تن
- : ۱ تن
- : ۱ تن

## برخی از دریافت‌کنندگان مدال
- آرا بابلویان
- آرام چوبانیان
- میساک داوتیان
- هاروتیون کوشکیان
- امیل گابریلیان